# Ganar corazones y mentes

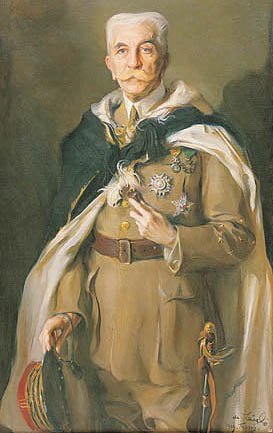
El término "corazones y mentes" fue utilizado por primera vez por el general francés Hubert Lyautey.

Ganando corazones y mentes es un concepto ocasionalmente expresado en la resolución de guerra, insurgencia, y otros conflictos, en los que uno de los beligerantes busca prevalecer mediante evitar el uso de una fuerza superior, tornando hacia un abordaje emocional o intelectual o apelaciones para influir en los partidarios opuestos.
El uso del término "corazones y mentes" como referencia a un método para poner de lado a una población subyugada, fue expresado por primera vez por el general y administrador colonial francés Hubert Lyautey como parte de su estrategia para contrarrestar al Ejército de Bandera Negra durante la campaña de Tonkin en 1895. El término también ha sido atribuido a la estrategia de Gerald Templer durante la emergencia malaya.
Se ha debatido la eficacia de "corazones y mentes" como estrategia de contrainsurgencia.

## Uso

### Reino Unido
El término fue utilizado durante la Emergencia malaya por los Británicos que emplearon prácticas para mantener la confianza de los malayos y reducir la tendencia a ponerse del lado del Ejército de Liberación Nacional Malayo (MNLA) , en este caso, mediante la entrega de ayuda médica y alimentaria a los malayos y tribus indígenas. Una crítica formulada contra el concepto británico de "corazones y mentes" fue que "se habla mucho de luchar por "los corazones y las mentes" de los malayos, pero solo se les exige una obediencia ciega".
Varios historiadores, incluidos Brendon Piers y Caroline Elkins, han argumentado que los británicos rara vez adoptaron el enfoque de "corazones y mentes", que en su lugar utilizaron principalmente el control de la población y la coerción para reprimir la insurgencia del MNLA durante el conflicto.

### Rusia
Según una evaluación del politólogo de la Universidad de Michigan Yuri Zhukov, Rusia ha respondido a movimientos insurgentes e insurrecciones a gran escala desde la Revolución bolchevique de 1917 con una contrainsurgencia  modelo diametralmente opuesto al enfoque de "corazones y mentes". Zhukov concluyó que "A pesar de los serios reveses en Afganistán y la primera guerra de Chechenia, Rusia tiene uno de los antecedentes más exitosos de cualquier contrainsurgente moderno".

### Estados Unidos
Americano el uso de la frase probablemente se basa en una cita de John Adams, el patriota estadounidense Guerra Revolucionaria y segundo presidente de los Estados Unidos, quien escribió en una carta fechada el 13 de febrero de 1818: "La Revolución se hizo antes de que comenzara la Guerra. La Revolución estaba en la mente y en el corazón del pueblo; un cambio en los sentimientos religiosos de sus deberes y obligaciones... Este cambio radical en los principios, opiniones, sentimientos y afectos del pueblo, estuvo la verdadera Revolución Americana".
Durante la Guerra de Vietnam, los Estados Unidos se involucraron en una Campaña "Corazones y Mentes". El programa fue inspirado por el presidente de los Estados Unidos Lyndon Baines Johnson. Usó alguna versión de la frase "corazones y mentes" un total de 28 veces. En diez de estos casos, Johnson invirtió las palabras y usó la frase "mentes y corazones". La primera vez que usó la frase en su presidencia fue el 16 de enero de 1964 y la última vez fue el 19 de agosto de 1968. En su uso, se dirigió a audiencias muy diferentes, incluidos jefes de estado, congresistas y el pueblo estadounidense. Además, Johnson se refirió a los "corazones y mentes" de grupos dispares, incluidas las audiencias mencionadas anteriormente e incluso la humanidad en su conjunto. Su uso de la frase se toma más comúnmente del discurso "Comentarios en una cena de reunión de Texas Electric Cooperatives, Inc." el 4 de mayo de 1965. Esa noche dijo: "Así que debemos estar listos para luchar en Vietnam, pero la victoria final dependerá de los corazones y las mentes de las personas que realmente vivan allí. Al ayudar a traerles esperanza y electricidad, también está dando un golpe muy importante a la causa de la libertad en todo el mundo".
Una campaña similar de "Corazones y mentes" en Irak se llevó a cabo durante la invasión de 2003 y la ocupación  de Irak.
Una forma de ver el concepto se refleja en la frase: "Si los tienes agarrados de las pelotas, sus corazones y mentes seguirán".